# Гюнтер Пфеффер
Гюнтер Пфеффер (нім. Günther Pfeffer; 23 жовтня 1914, Берлін — 25 квітня 1966, Бонн) — німецький офіцер-підводник, капітан-лейтенант крігсмаріне, фрегаттен-капітан бундесмаріне.

## Біографія
8 квітня 1934 року вступив на флот. В січні-травні 1941 року — 1-й вахтовий офіцер на підводному човні U-67. З 5 червня по 2 липня 1941 року — командир U-67, з 25 жовтня 1941 по 9 жовтня 1942 року — U-171, на якому здійснив 1 похід (115 днів в морі). 9 жовтня 1942 року U-171 затонув у Біскайській затоці південно-західніше Лор'яна (47°39′ пн. ш. 03°34′ зх. д.), підірвавшись на міні британського мінного поля Artichokes. 22 члени екіпажу загинули, 30 (включаючи Пфеффера) були врятовані. З 19 січня 1943 по липень 1944 року — командир U-170, на якому здійснив 3 походи (разом 270 днів у морі), в серпні-листопаді 1944 року — U-548 (2 походи, 52 дні в морі). В останні місяці війни служив в Кілі як навчальний офіцер торпедних училищ і на штабних посадах. Після війни вступив в бундесмаріне, де служив до кінця життя.
Всього за час бойових дій потопив 4 кораблі загальною водотоннажністю 22 304 тонни.
| Дата           | Назва корабля   | Тип               | Тоннаж | Вантаж                                                                          | Екіпаж | Загинули | Країна   |
| -------------- | --------------- | ----------------- | ------ | ------------------------------------------------------------------------------- | ------ | -------- | -------- |
| 26 липня 1942  | Oaxaca          | Торговий пароплав | 4,351  | Генеральні вантажі, включаючи газетний папір, каустичну соду і телефонні стовпи | 45     | 6        | Мексика  |
| 13 серпня 1942 | R.M. Parker Jr. | Паровий танкер    | 6,779  | Баласт (вода)                                                                   | 44     | 0        | США      |
| 4 вересня 1942 | Amatlan         | Паровий танкер    | 6,511  | Баласт                                                                          | 34     | 10       | Мексика  |
| 23 жовтня 1943 | Campos          | Торговий пароплав | 4,663  | Баласт                                                                          | 63     | 12       | Бразилія |

## Звання
- Кандидат в офіцери (8 квітня 1934)
- Фенріх-цур-зее (1 липня 1935)
- Оберфенріх-цур-зее (1 січня 1937)
- Лейтенант-цур-зее (1 квітня 1937)
- Оберлейтенант-цур-зее (1 квітня 1939)
- Капітан-лейтенант (1 березня 1942)

## Нагороди
- Медаль «За вислугу років у Вермахті» 4-го класу (4 роки)
- Залізний хрест 2-го і 1-го класу
- Нагрудний знак підводника